# Guitare Zéro
Guitare Zéro (Guitar Queer-O en VO) est le treizième épisode de la onzième saison de la série animée South Park, ainsi que le 166e épisode de l'émission.

## Résumé
Les gamins de South Park sont tous autour de Stan et Kyle qui jouent à Guitar Hero. Intrigué, Randy tente d'impressionner les jeunes avec une vraie guitare mais les garçons lui affirment que « la vraie guitare c'est pour les vieux ». Le soir venu, Randy tente de jouer au jeu. Il s'avère très mauvais. Kyle et Stan atteignent les 100 000 points. Butters et Cartman les encouragent chaudement, pensant qu'il s'agit d'un jeu. Un manager entend parler (10 secondes après) de leur exploit et les engage pour un spectacle. Les enfants découvrent l'univers du show business à une fête très chic. Le manager éloigne subtilement Kyle pour parler à Stan de son potentiel. Stan est destiné à exploiter son potentiel pour avoir 1 million de points. Au Café Monet, Stan rencontre Thad Jarvis, son nouveau partenaire, qui joue du Guitar Hero en acoustique. Alors que Stan et Thad jouent, Kyle arrive. Une explication claire et nette se déroule. Cartman et Butters semblent se croire devant une série télé (en fait les autres enfants croient que tous les évènements qui se déroulent sont un jeu).
Stan cherche à s'améliorer. Un vendeur lui propose un déstressant : Heroin Hero qui consiste à essayer d'attraper un dragon rose tout en se shootant virtuellement. Le lendemain de l'essai du jeu, les performances de Stan s'amenuisent. Thad quitte Stan. Le manager découvre Heroin Hero dans les affaires de Stan. Kyle, lui, joue à Guitar Hero dans un bowling. Il semble que Mick, le barman, apprécie son talent à Guitar Hero et lui propose d'animer une session piano-bar dans son bowling. Stan prend une surdose de Heroin Hero et se retrouve la tête dans le gaz, contraint à jouer complètement shooté devant ses potes. La prestation pour atteindre le million est un désastre. Le vendeur propose un jeu à Stan, un simple jeu de course (après avoir proposé Desintox Hero...). Alors qu'il joue, Stan entend à la radio la chanson d'un des anciens succès qu'il avait réalisé avec Kyle et décide de retrouver son vieux copain.
Kyle, ayant son succès d'estime dans son bowling, semble avoir fait l'impasse mais Stan réussit à le convaincre de rejouer avec lui au nom de leur amitié. De retour chez lui, Stan découvre son père devant Heroin Hero... Bref les gamins sont vite informés que Stan et Kyle se sont remis ensemble pour la guitare et tout le monde se réunit pour les admirer de nouveau.
Le million de points est alors enfin atteint !! Le jeu affiche alors : « VOUS ÊTES DES TARLOUZES !!! »
Stan et Kyle délaissent le jeu qui les a insultés. Cartman et Butters reprennent alors le flambeau et deviennent la nouvelle team de Guitar Hero. Mais alors Butters veut absolument être « Celui qui trahira Cartman après la fête pleine de coke et de gonzesses », pensant encore que tout ça n'était que part du jeu...

## Réception
L'épisode, avec quatre millions de téléspectateurs, est le programme le plus regardé sur Comedy Central en 2007. SouthParkZone, un site de streaming exclusivement consacré à South Park, totalise cinq millions de visionnages sur ce seul épisode quand les autres plafonnent à huit cent mille, voire un million. Il reçoit des critiques plus mitigées et un score de 8,6/10 sur TV.com.